# Touch Your Heart
Touch Your Heart er en sydkoreansk tv-drama/serie fra 2019 på 16 episoder. Hovedrollerne spilles af henholdsvis Yoo In-na (Oh Jin-shim/Oh Yoon-seo) og Lee Dong-wook (Kwon Jung-rok).